# Sarichioi
Sarichioi é uma comuna romena localizada no distrito de Tulcea, na região de Dobruja. A comuna possui uma área de 282.38 km² e sua população era de 7213 habitantes segundo o censo de 2007.